# Будинці (Словаччина)
Будинці (словац. Budince) — село, громада в окрузі Михайлівці, Кошицький край, Словаччина. Село розташоване на висоті 106 м над рівнем моря. Населення — 220 чол. Вперше згадується в 1332 році.

## Населення
| Рік:            | 1994. | 2004.    | 2014.   | 2024.   |
| --------------- | ----- | -------- | ------- | ------- |
| Кількість осіб: | 182   | 213      | 215     | 233     |
| Різниця:        |       | +17,03 % | +0,93 % | +8,37 % |

| Рік:            | 2023. | 2024.   |
| --------------- | ----- | ------- |
| Кількість осіб: | 226   | 233     |
| Різниця:        |       | +3,09 % |